# In the Line of Duty (film 1915)
In the Line of Duty è un cortometraggio muto del 1915 basato su una storia di Edward S. Kern. Il nome del regista non viene riportato nei credit del film che, prodotto dalla Selig Polyscope Company, aveva come interpreti William Stowell e Marion Warner.

## Trama
La giornalista Helen Brant è fidanzata con Robert Carter, ignorando che la professione del suo innamorato è quella di ladro di gioielli. Durante una serata elegante, Carter ruba ad una delle ospiti, Miss Lamont, un prezioso ciondolo di diamanti che lui riesce a far arrivare - dalla finestra - nelle mani del suo complice, Mickey Turner, che si trova fuori della casa. Mentre Mickey cerca di allontanarsi frettolosamente, si scontra con Helen che, incaricata dal giornale di seguire l'evento sociale, sta sopraggiungendo. La giovane vede che l'uomo ha perso il portafoglio e lo raccoglie. Quando poi pensa a ciò che è successo, decide di indagare sul proprietario del portafoglio e alcune carte del banco dei pegni in esso contenute la portano fino a Mickey Turner che ritrova mentre questi ha un incontro con Robert, il suo fidanzato. La verità si fa strada in lei, ma benché sia innamorata di Robert, il suo dovere civico prevale e Helen denuncia il ladro alla polizia.

## Produzione
Il film fu prodotto dalla Selig Polyscope Company.

## Distribuzione
Distribuito dalla General Film Company, il film - un cortometraggio in una bobina - uscì nelle sale cinematografiche statunitensi il 6 gennaio 1915.